# Жаннене, Жан-Марсель
Жан-Марсель Жаннене (фр. Jean-Marcel Jeanneney; 13 ноября 1910[…], VII округ Парижа — 16 сентября 2010, VI округ Парижа) — французский политик, министр юстиции (1969).

## Биография
Родился 13 ноября 1910 года в Париже, сын Жюля Жаннене (1864—1957), председателя Сената Франции в 1932—1942 годах. Окончил факультет права и филологии Парижского университета, а также Свободную школу политических наук, получив степени доктора права и агреже экономических наук. С 1937 по 1951 год преподавал право в университете Гренобля, в 1944—1945 годах возглавлял канцелярию государственного министра Временного правительства Франции. С 1952 по 1980 год преподавал на факультете права и экономических наук Парижского университета, затем — университета Париж 1 Пантеон-Сорбонна. Директор службы экономической активности в Национальном фонде политических наук, член Комитета по выработке экономической и финансовой реформы в сентябре-декабре 1958 года.
8 января 1959 года получил портфель министра промышленности и торговли при формировании правительства Дебре (с 17 ноября 1959 по 14 апреля 1962 года — министр промышленности в том же кабинете).
В 1964 году Жаннене вошёл в Экономический и социальный совет, в 1965 году избран депутатом генерального совета департамента Верхняя Сона от кантона Рьоз, с 1967 по 1989 год являлся мэром города Рьоз. После избрания Жоржа Помпиду на пост президента Франции Жаннене вступил в Союз демократов в поддержку республики, но в 1970-е годы дрейфовал правее, поддержав Кристиана Фуше (ещё 6 июля 1962 года он сменил Фуше в должности верховного представителя Франции в Алжире и занимал этот пост до декабря того же года, став первым дипломатическим представителем Франции в этой стране после обретения ей независимости).
С 8 января 1966 по 31 мая 1968 года являлся министром социальных дел в третьем и четвёртом правительствах Жоржа Помпиду.
С 30 июня по 12 августа 1968 года являлся депутатом Национального собрания Франции от 2-го избирательного округа департамента Изер.
28 апреля 1969 года, на следующий день после референдума о конституционной реформе, президент Шарль Де Голль ушёл в отставку как и правительство Кув де Мюрвиля, а Жаннене, занимавший в нём с 12 июля 1968 года должность государственного министра, стал исполняющим обязанности министра юстиции после выхода из кабинета Рене Капитана.
С 1974 года поддерживал Франсуа Миттерана, являлся его экономическим советником, а также основателем Французской обсерватории экономической конъюнктуры (OFCE), с 1981 года входил в совет директоров Национального фонда политических наук (FNSP).

## Труды
- Essai sur les mouvements des prix en France : 1927—1935, Sirey, 1936.
- Économie et droit de l'électricité, Domat-Montchrestien, 1950.
- Les commerces de détail en Europe occidentale, Presses de la FNSP, 1954.
- Forces et faiblesses de l'économie française : 1945—1959, Armand Colin, 2e édition 1959.
- Textes de droit économique et social français : 1789—1957, Presses de la FNSP, 1957.
- À mes amis gaullistes, 1973, Presses-Pocket.
- Éléments d'économie politique, PUF, 5e édition 1974.
- Écoute la France qui gronde, essai, éditions Arléa, 1996, (ISBN 2-86959-293-0).
- Une mémoire républicaine (entretiens avec Jean Lacouture), éditions du Seuil, 1997
- Les économies de l’Europe occidentale et leur environnement international de 1972 à nos jours : des diagrammes, des chiffres et une chronologie précédés de comparaisons historiques. Jean-Marcel Jeanneney et Georges Pujals, L’Observatoire français des conjonctures économiques, 2005. (ISBN 9782213623498)
- Que vive la Constitution de la Cinquième République!, Paris, Arlea, 2002 (ISBN 2-86959-569-7)
- La démocratie au village. la pratique du pouvoir à Rioz en Franche-Comté depuis la Révolution, Paris, Presses de la Fondation nationale des sciences politiques, 2009, 554 p.